# ملوت
ملوت (به انگلیسی: Mallot) یک منطقهٔ مسکونی در پاکستان است که در کشمیر آزاد واقع شده‌است.